# Adina Diaconu
Adina Mihaela Diaconu née le 14 octobre 1999 à Slatina est une pongiste roumaine.
Elle est médaillée d'or par équipes lors des Jeux européens de 2023.
En 2015 et 2016, elle faisait partie de l'équipe junior roumaine qui a remporté des médailles d'or aux championnats d'Europe jeune de tennis de table.

## Palmarès

### Championnats d'Europe
- Championnats d'Europe 2017 à Luxembourg 
  - Équipes femmes :  Médaille d'or
- Championnats d'Europe 2019 à Nantes
  - Équipes femmes :  Médaille d'or
- Championnats d'Europe 2021 à Cluj-Napoca
  - Équipes femmes :  Médaille d'argent
- Championnats d'Europe 2022 à Munich
  - Double dames :  Médaille de bronze
- Championnats d'Europe 2023 à Malmö 
  - Équipes femmes :  Médaille d'argent

### Jeux européens
- Jeux européens de 2023 à Cracovie ( Pologne) :
  -  médaille d'or en équipes femmes